# 罗伟其
罗伟其（1957年—），广东兴宁市人。男，汉族。加入中国共产党。

## 生平
华南理工大学控制理论与控制工程专业毕业。2002年，从暨南大学副校长转任广东省教育厅副厅长。2006年3月，任中共广东省委教育工委书记、广东省教育厅厅长、党组书记。2017年1月，当选广东省政协常委。2017年2月，不再担任中共广东省委教育工委书记、广东省教育厅党组书记。
2008年，当选第十一届全国人民代表大会广东地区代表。2013年，当选第十二届全国人民代表大会广东地区代表。